# Dekanat Mindelheim

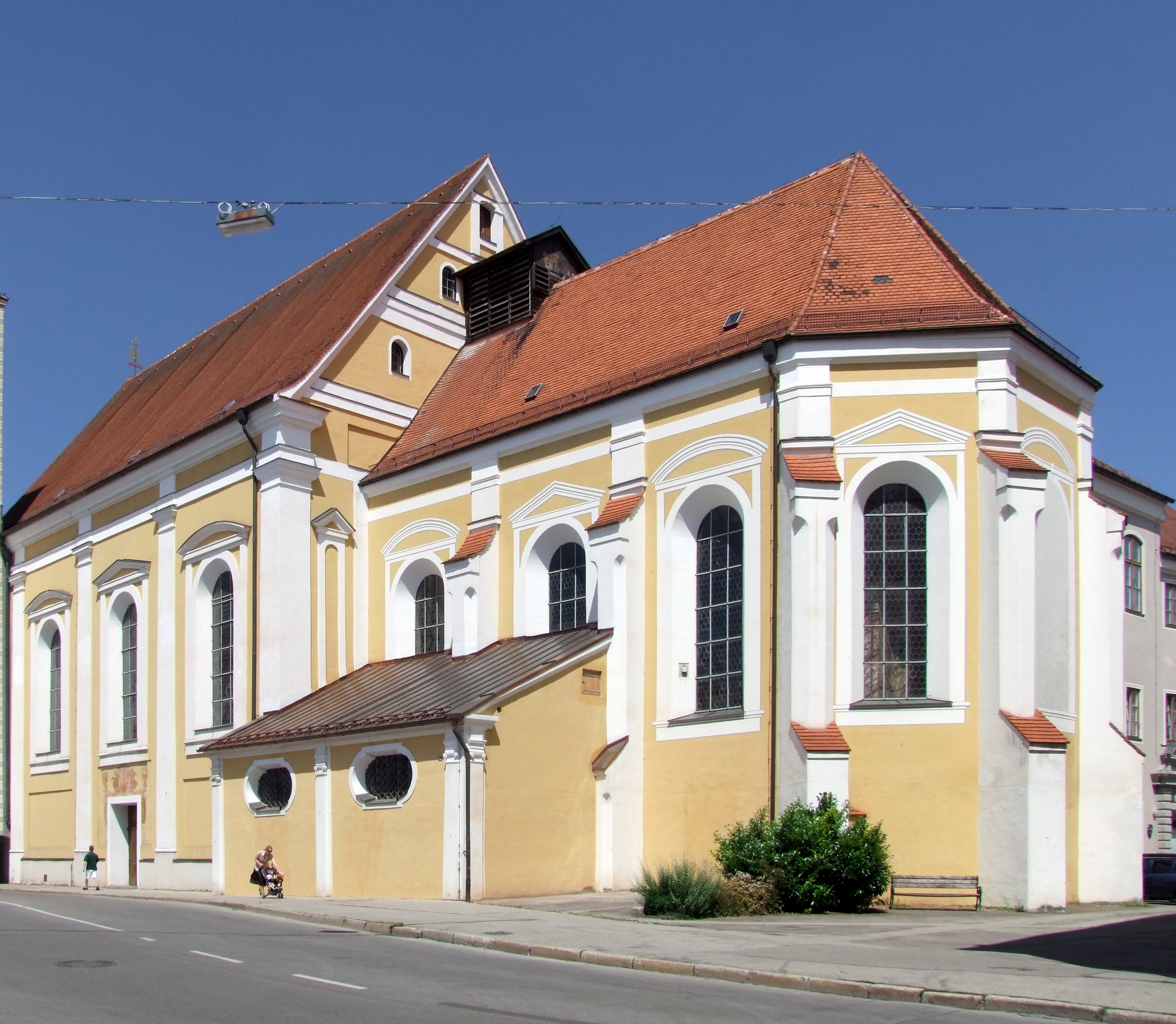
Mariä Verkündigung Mindelheim

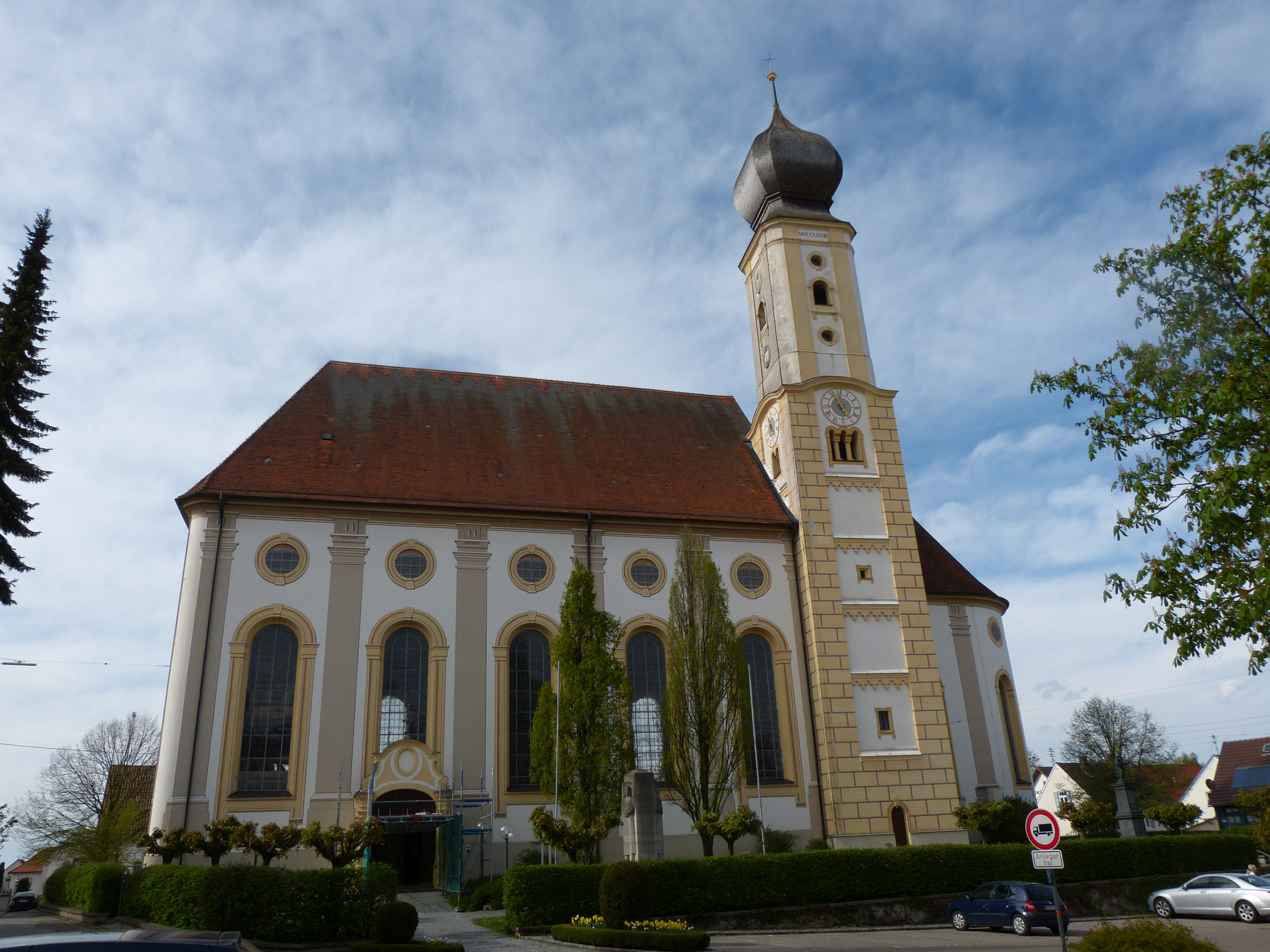
Pfarrkirche St. Stephan Pfaffenhausen

Das Dekanat Mindelheim ist eines von 23 Dekanaten des römisch-katholischen Bistums Augsburg.
Das Dekanat entstand im Zuge der Bistumsreform vom 1. Dezember 2012.

## Gliederung
- Bad Wörishofen

Bad Wörishofen „St. Justina“
Bad Wörishofen „St. Ulrich“
Dorschhausen „Mariä Heimsuchung“
Kirchdorf „St. Stephan“
Schlingen „St. Martin“
Stockheim „St. Michael“
- Ettringen/Markt Wald

Ettringen „St. Martin“
Immelstetten „St. Vitus“
Markt Wald „Mariä Himmelfahrt“
Siebnach „St. Georg“
- Mattsies

Mattsies „Mariä Himmelfahrt“
Rammingen „St. Magnus“
Tussenhausen „St. Martin“
Zaisertshofen „St. Silvester“
- Kirchheim

Eppishausen „St. Michael“
Hasberg „St. Ottilia“
Haselbach „St. Stephan“
Kirchheim „St. Peter und Paul“
Könghausen „St. Johannes Baptist“
Mörgen „St. Georg“
- Mindelheim

Apfeltrach „St. Bartholomäus“
Nassenbeuren „St. Vitus“
Oberauerbach „St. Mauritius“
Unterauerbach „St. Michael“
Oberkammlach „Mariä Himmelfahrt“
Unterkammlach „Maria, Königin des hl. Rosenkranzes“
Westernach „St. Andreas“
Mindelau „St. Jakobus maj.“
Mindelheim „St. Stephan“
Mindelheim „Mariä Verkündigung“
- Pfaffenhausen/Breitenbrunn

Bedernau „St. Georg“
Maria Baumgärtle „Mariä Opferung“
Breitenbrunn „St. Martin“
Hausen „St. Bartholomäus“
Loppenhausen „St. Johannes Baptist“
Oberrieden „St. Martin“
Pfaffenhausen „St. Stephan“
Egelhofen „St. Margareta“
Salgen „St. Johannes Baptist“
Schöneberg „St. Nikolaus“
Unterrieden „Heilige Sieben Brüder“
- Türkheim

Amberg „Mariä Heimsuchung“
Irsingen „St. Margareta“
Türkheim „Mariä Himmelfahrt“
Wiedergeltingen „St. Nikolaus“
- Dirlewang

Dirlewang „St. Michael“
Erisried „St. Ulrich“
Stetten „St. Sebastian“
Köngetried „St. Stephan“
Oberegg „Patrona Bavariae“
Unteregg „St. Martin“
Warmisried „St. Ulrich“